# نزار يحيى
نزار يحيى (1963) هو فنان ورسام عراقي، أشترك في العديد من المعارض الشخصية محلية ودولية.

## حياته
وُلد نزار يحيى في بغداد عام 1963، أكمل دراسته الابتدائية والثانوية فيها، حاصل على شهادة البكالوريوس من كلية الفنون الجميلة في جامعة بغداد عام 1986، عمل رساماً للخرائط في الخطوط الخلفية للجيش العراقي من عام 1986 إلى عام 1991. غادر العراق هو وعائلته الى عمان بعد الغزو في عام 2003، ليقرر بعدها الانتقال والسفر الى الولايات المتحدة للاستقرار والعيش هناك.

## معارض
عرضت أعماله في بيروت، والبحرين، وعمان، ودبي، وقطر، ولندن، والنرويج، وبنغلاديش، والولايات المتحدة.
- مشارك في بينالي فريدريك ستاد في النرويج 1985.
- معرض الشخصي للكرافيك في كاليري الرواق في بغداد 1994.
- مشارك في معرض على قاعة حوار في بغداد 1995.
- مشارك في معرض للفن الكرافيك العراقي المعاصر على قاعة حوار في بغداد 1996.
- مشارك في معرض على قاعة بغداد في بغداد ومعرض تكريمي للفنان جواد سليم على قاعة اثر في بغداد 1997.
- مشارك في معرض البيئة والمحيط في الفن العراقي في المتحف الوطني الأردني في عمان في الاردن 1997.
- مشارك في معرض الخمسين سنة من الفن الكرافيكي العراقي في دارة الفنون في عمان 1999.
- معرض مشترك لثلاثة فنانين عراقيين في كاليري اجيال في بيروت 1999.
- معرض شخصي في المركز الفرنسي الثقافي في عمان 2000.
- مشارك في ترينالي فريدريك ستاد في النرويج 2000.
- مشارك في معرض لستة فنانين عراقيين في دار البارح في البحرين 2001.
- معرض شخصي بعنوان "اشارات الماضي" في المركز الفرنسي الثقافي في الدوحة 2002.
- مشارك في بينالي الفن الاسيوي في بنغلاديش 2002.
- مشارك في معرض "قبل . بعد . الان" في كاليري الفاخر في لندن 2003.
- مشارك في معرض فنانون معاصرون من العراق في كاليري كرين ارت في دبي 2003.
- معرض شخصي بعنوان "يوسف" في دار البارح في البحرين 2011.
- مشارك في معرض "على حافة الجديد" في كاليري واد ويلسون الفني في هيوستن 2011.
- معرض شخصي في كاليري مارك هاشم في بيروت في لبنان 2017.